# 245
| 245                |
| ------------------ |
| Dødsfald - Fødsler |
|                    |

| Gregoriansk kalender | 245 CCXLV               |
| Ab urbe condita      | 998                     |
| Armensk kalender     | I/T                     |
| Kinesiske kalender   | 2941 – 2942 甲子 – 乙丑 |
| Etiopisk kalender    | 237 – 238               |
| Jødisk kalender      | 4005 – 4006             |
| Hindukalendere       |                         |
| - Vikram Samvat      | 300 – 301               |
| - Shaka Samvat       | 167 – 168               |
| - Kali Yuga          | 3346 – 3347             |
| Iransk kalender      | 377 BP – 376 BP         |
| Islamisk kalender    | 389 BH – 388 BH         |

Se også 245 (tal)